# شهر گمشده (فیلم)
شهر گمشده (به انگلیسی: The lost city) نام فیلمی از اندی گارسیا محصول سال ۲۰۰۶ در مورد رخدادهای انقلاب کوبا است.
شهر گمشده فیلمی درام آمریکایی محصول سال ۲۰۰۵ به کارگردانی اندی گارسیا است. بازیگرانی چون گارسیا، داستین هافمن، اینسه سستره و بیل مری در آن ایفای نقش کرده‌اند.
فیلم داستان زندگی فیکو فیووه و خانواده اش است که در هاوانا در دوران دیکتاتوری باتیستا صاحب یک کاباره است. اتفاقاتی که در جریان انقلاب و جنبش ۲۶ ژوئیه رخ می‌دهد باعث از هم پاشیدگی خانواده و در نهایت مهاجرت فیکو به آمریکا می‌شود.

## داستان
فیکو فلووه مالک باشگاه شبانهٔ لوکس «ال‌تروپیکو» در کوبا در سال ۱۹۵۸ است. او عاشق خانواده و موسیقی‌اش است، در حالی‌که با واقعیت‌های تلخ حکومت دیکتاتوری فولخنسیو باتیستا مواجه است. برادرش ریکاردو به انقلابیون کاسترو در جنبش ۲۶ ژوئیه می‌پیوندد، برادر دیگرش لوئیس به اتحادیهٔ دانشجویان انقلابی می‌پیوندد، و پدرشان فدریکو، استاد محترم دانشگاه، برای تغییرات صلح‌آمیز و قانون‌مدارانه تلاش می‌کند.
وقتی ریکاردو دستگیر شده و تهدید به اعدام می‌شود، فیکو از دوست دوران مدرسه‌اش، کاستل، که اکنون کاپیتان پلیس است، کمک می‌گیرد. ریکاردو آزاد می‌شود و فیکو به او پیشنهاد می‌کند به میامی یا نیویورک برود، اما ریکاردو به‌جای آن به ستونی از شورشیان به رهبری چه گوارا می‌پیوندد.
فیکو مورد توجه مایر لانسکی، از خانوادهٔ تبهکاری جنوزه نیویورک، قرار می‌گیرد که می‌خواهد قمارخانه‌ای در باشگاه ال‌تروپیکو راه‌اندازی کند. فیکو که قصد دارد باشگاه را به مکانی برای موسیقی حفظ کند، پیشنهاد را رد می‌کند. پس از انفجار بمب در باشگاه و کشته شدن خوانندهٔ ستارهٔ برنامه (که معشوق فیکو نیز هست)، فیکو گمان می‌برد لانسکی پشت ماجراست، هرچند در فضای آشفتهٔ موجود، از این بابت مطمئن نیست.
لوئیس در نقشه‌ای برای حمله به کاخ ریاست‌جمهوری و کشتن باتیستا جهت بازگرداندن دموکراسی شرکت می‌کند. نقشه شکست می‌خورد و اغلب مهاجمان کشته می‌شوند. لوئیس فرار می‌کند اما به‌دست پلیس مخفی باتیستا کشته می‌شود. به اصرار مادرش، فیکو تلاش می‌کند بیوهٔ داغدیدهٔ لوئیس، آئورورا را دلداری دهد؛ میان فیکو و آئورورا رابطهٔ عاشقانه‌ای شکل می‌گیرد.
با پیروزی انقلاب کوبا و فرار باتیستا، فیدل کاسترو اعلام می‌کند انتخاباتی در کار نخواهد بود و چه گوارا مسئول بازداشت و اعدام‌های فوری حامیان رژیم باتیستا می‌شود. کاپیتان کاستل یکی از این افراد است. فیکو از ریکاردو، که اکنون مقام بلندپایه‌ای در رژیم جدید دارد، می‌خواهد لطفی که کاستل برای او کرده را جبران کند، اما ریکاردو کاری برای نجات کاستل انجام نمی‌دهد.
ریکاردو به دیدار عموی خود، دونوسو، می‌رود؛ یک کشاورز توتون‌کار و سیگار‌ساز که معتقد است «زمین باقی می‌ماند» حتی اگر کاسترو قدرت را به دست گرفته باشد، و مزرعه را به ریکاردو خواهد سپرد. اما ریکاردو اعلام می‌کند که برای مصادرهٔ مزرعه از سوی حکومت آمده است. دونوسو از خشم سکته می‌کند و می‌میرد. ریکاردو، غرق در اندوه، پس از مراسم خاکسپاری خودکشی می‌کند.
انقلاب زندگی فیکو را به‌دلایل دیگر نیز دگرگون می‌کند، چرا که رژیم نوین به‌سوی کمونیسم می‌رود. اتحادیهٔ نوازندگان، تحت کنترل کاسترو، ساکسوفون را «ابزار امپریالیستی» اعلام کرده و نواختن آن را ممنوع می‌کند. باشگاه ال‌تروپیکو نیز به بهانه‌ای بسته می‌شود. آئورورا که در ملاقات با کاسترو به‌عنوان «بیوهٔ انقلابی سال» معرفی می‌شود، به خدمت دولت درمی‌آید و رابطه‌اش را با فیکو قطع می‌کند.
پدر و مادر فیکو از او می‌خواهند کوبا را ترک کرده و خانوادهٔ تازه‌ای تشکیل دهد. او با بی‌میلی، ویزای خروج برای خود و آئورورا تهیه می‌کند. در تلاش نهایی برای قانع کردن او، فیکو به میهمانی رهبران انقلابی و سفیران بلوک شرق یورش می‌برد، اما آئورورا از رفتن خودداری می‌کند. فیکو در آنجا جامی به سلامت کوبای دموکراتیک بلند می‌کند و سپس آن‌جا را ترک می‌کند. او با پدر و مادرش خداحافظی کرده و به فرودگاه می‌رود، جایی که بیشتر پول و دارایی‌هایش — از جمله ساعت جیبی ارزشمند خانوادگی‌اش — مصادره می‌شود.
فیکو زندگی تازه‌ای را در نیویورک آغاز می‌کند. او در یک باشگاه کوبایی به‌عنوان ظرف‌شور و نوازندهٔ پیانو کار می‌کند، به امید آن‌که بتواند پول کافی برای آوردن خانواده‌اش به آمریکا فراهم کند. مایر لانسکی پیشنهادی دربارهٔ تأسیس باشگاهی در لاس‌وگاس به او می‌دهد، اما فیکو آن را رد می‌کند. او به‌طور اتفاقی آئورورا را می‌بیند که به‌عنوان عضو هیئت کوبایی به سازمان ملل آمده است. فیکو درمی‌یابد که آئورورا مانند کوباست: زیبا، وسوسه‌انگیز، اما زخمی و دست‌نیافتنی. او تصمیم می‌گیرد مأموریت خود را ساختن زندگی‌ای نو قرار دهد، تا روزی بتواند به شهر گمشده‌اش بازگردد. او شعری از خوزه مارتی، شاعر ملی‌گرای کوبایی، را قرائت می‌کند و خود را وقف بازگشت به آن شهر گمشده می‌نماید. سپس باشگاه شبانه‌ای جدید در نیویورک افتتاح می‌کند.

## بازیگران
| بازیگر          | نقش              |
| --------------- | ---------------- |
| اندی گارسیا     | فیکو فیووه       |
| بیل مری         | کمدین            |
| اینس ساستره     | آئورا فیووه      |
| داستین هافمن    | مه یر لنسکی      |
| توماس میلیان    | دن فردریکو فیووه |
| نستور کاربونه   | لوئیز فیووه      |
| ریچارد برادفورد | دن دونسو فیووه   |
| خسو گارسیا      | چه گوارا         |
| خوان فرناندز    | ژنرال باتیستا    |

## بازنمایی‌ها

### چه گوارا
در یک صحنه، چه گوارا (با بازی جی‌اسیو گارسیا) پس از کمین، بی‌اعتنا سرباز زخمی رژیم باتیستا را در همان‌جا با شلیک گلوله می‌کشد. در صحنه‌ای دیگر از فیلم، گوارا از فیکو فلووه می‌پرسد چرا با «این حرام‌زاده‌ها» سر و کار دارد، اشاره به افسر سابق باتیستا که همان صبح اعدام شده بود.

### بیل مری در نقش «نویسنده»
بیل مری در نقش «نویسنده» در فیلم ظاهر می‌شود. او در آغاز فیلم از فیکو تقاضای کار می‌کند و در طول فیلم در کنار او حضور دارد و دربارهٔ پوچی‌های زندگی اظهار نظر می‌کند، هرچند نقشی مستقیم در ماجراها ندارد. در مستند پشت‌صحنهٔ فیلم، گفته شده این نقش شبیه همسرای یونانی است و بازتابی از شخصیت نویسندهٔ فیلم‌نامه، گی‌یرمو کابرا اینفانته، می‌باشد. صحنه‌ای که «نویسنده» و مایر لانسکی دربارهٔ شربت شیر-تخم‌مرغ صحبت می‌کنند، تقریباً به‌طور کامل بداهه بوده‌است.

## مکان فیلم‌برداری
فیلم در مکان‌های گوناگونی در جمهوری دومینیکن فیلم‌برداری شده‌است، به‌دلیل شباهت مناظر، پوشش گیاهی و معماری. صحنه‌های کاخ ریاست‌جمهوری در کاخ ملی دومینیکن گرفته شده و مزرعهٔ توتون متعلق به آرتورو فوئنته بوده‌است.

## واکنش منتقدان
فیلم به‌طور کلی نقدهای نامطلوبی دریافت کرد. در راتن تومیتوز امتیاز ۲۶٪ بر پایهٔ ۸۲ نقد به آن داده شده‌است، با این اجماع: «فیلمی که در آغاز نویدبخش به‌نظر می‌رسید، به تجربه‌ای کش‌دار و ناهمگون بدل شد.»
مایکل اتکینسون از ویلج ویس اعتبار تاریخی فیلم را زیر سوال برد و نوشت: «روایت گارسیا در سوگ از دست رفتن ثروت آسان برای اقلیتی اندک است. فقرا کلاً غایب‌اند؛ گارسیا و اینفانته گویی فکر می‌کردند انقلاب دهقانان بی‌دلیل رخ می‌دهد—یا دست‌کم دلیلی ندارد که یک درصد ثروتمند نگرانش باشند.»
استفن هولدن از نیویورک تایمز گفت که گفت‌وگوهای سیاسی فیلم «در حد مدرسه راهنمایی» هستند و شخصیت‌ها «کلی‌گویی و شعار تحویل می‌دهند» و تبدیل به «تصاویری مقوایی با بالن‌های کارتونی روی سرشان» شده‌اند.
جوایز ایمیجن ۲۰۰۶

## درباره فیلم
- بازی خسو گارسیا در نقش چه گوارا در بازسازی و تغییر عقیده افراد در مورد این چریک محبوب مثمر ثمر واقع شد. اندی گارسیا در این فیلم چهره‌ای خشن و غیرقابل انعطاف از چه به نمایش گذاشته است.
- فیلم به هیچ کمپانی ای از لحاظ مالی وابسته نبوده و تمامی هزینه‌های آن را کارگردان متقبل شده بود.